# ARINC 717
ARINC 717 – standard cyfrowej komunikacji używany w awionice samolotu. Urządzeniami korzystającymi ze standardu są rejestratory danych lotu - czarne skrzynki (ang.: Flight Data Recorder, FDR) oraz rejestratory szybkiego dostępu (ang.: Quick Access Recorder, QAR).

## Format danych ARINC 717
Dane transmitowane poprzez interfejs ARINC 717 mają postać ciągłego strumienia, w którym wyróżnia się ramki, a w nich subramki (ang.: subframe). W niektórych implementacjach występują także superramki - logiczne bloki składające się z wielu ramek.
Standardowo każda ramka składa się z czterech subramek, z których każda opisuje dokładnie jedną sekundę lotu. Każda subramka składa się z określonej liczby 12-bitowych słów. Czas trwania transmisji każdej subramki również wynosi jedną sekundę, a zatem prędkość transmisji danych jest ściśle związana z liczbą transmitowanych słów. Standardowe wielkości subramek to 64, 128, 256 i 512 słów. W nowszych samolotach, np. Airbus 380, są to nawet 1024 słowa. Urządzenia dostępne na rynku pozwalają na transmisję słów z zakresu od 64 do 8192 w ramach jednej subramki. W przeliczeniu na prędkość bitową - od 768 do 98304 b/s.
Pierwsze słowo w subramce pełni funkcję synchronizacyjną. Oznacza numer subramki w strumieniu. Superramki tworzy się poprzez wyznaczenie słowa na innej pozycji, które pełni rolę licznika.
W strumieniu nie występują identyfikatory danych, co oznacza konieczność korzystania z zewnętrznego opisu struktury strumienia przy jego dekodowaniu. Struktura zależy od konkretnego typu samolotu oraz wyposażenia i konfiguracji. Stwarza to mnóstwo problemów przy odczytywaniu danych z rejestratorów, dlatego ARINC wprowadził standard 647A (Flight Recorder Electronic Documentation), mający na celu ujednolicenie opisu technicznego danych zapisywanych w rejestratorach za pomocą zunifikowanego dokumentu XML.